# Вытлачил, Вацлав
Вацлав Вытлачил (англ. Vaclav Vytlacil; 1892—1984) — американский художник и педагог чешского происхождения.

## Биография
Родился 1 ноября 1892 года в Нью-Йорке в семье чешских эмигрантов.
Обучался в Художественном институте Чикаго в 1906 году, в 1913 году получил стипендию для продолжения обучения в художественной студенческой лиге в Нью-Йорке под руководством художников Джона Йохансена (англ. John Christen Johansen) и Андерса Цорна.
В 1921 году, после пяти лет преподавания в Школе искусств в Миннеаполисе, Вытлачил отправился в Европу. Побывав в Париже и Праге, остановился в Мюнхене, образовав творческий союз с художниками Вортом Райдером (англ. Worth Ryder) и Эрнестом Турном (англ. Ernest Thurn). В качестве иностранных студентов при содействии Министерства культуры они были зачислены в Баварскую академию искусств. Позже Турн и Вытлачил перешли в школу немецкого художника Ганса Гофмана (англ. Hans Hoffman). В Мюнхене Вацлав Вытлачил провёл шесть лет.
Находясь в Италии, 18 августа 1927 года, Вацлав женился во Флоренции на Элизабет Фостер (англ. Elizabeth Foster). Через год они вернулись в США, где в Беркли Вытлачилу предложили прочитать курс лекций о живописи и скульптуре в Европе. После нескольких лет путешествий в Европу и обратно, супруги в 1935 году остались в Соединённых штатах навсегда. Вацлаву предложили преподавание в школе Florence Cane School в Рокфеллер-центре в Нью-Йорке. Затем на протяжении своей жизни Вытлачил преподавал во многих учебных заведениях, в том числе и в Лиге студентов-художников Нью-Йорка. Среди его многочисленных учеников были известные мстера Сай Твомбли, Джеймс Розенквист, Роберт Раушенберг, Тони Смит, Луиза Буржуа.
Вацлав Вытлачил занимался и общественной деятельностью. Он был соучредителем общества American Abstract Artists Group, участником которого являлся в течение многих лет. Он был также членом федерации Federation of Modern Painters and Sculptors.
Умер 5 января 1984 года в Нью-Йорке. В 1936 году у него родился единственный ребёнок — дочь Энн (англ. Anne Vytlacil Williams). В 1996 году она передала в Лигу студентов-художников Нью-Йорка дом и студию отца в Спаркилле, Нью-Йорк, которые стали кампусом в составе Лиги — Vytlacil campus.
Произведения художника находятся во многих музеях и художественных галереях США, в том числе и в Метрополитен-музее в Нью-Йорке.

## Награды
- 1913 — Приз Art Institute of Chicago
- 1936 — Золотой приз Art Institute of Chicago
- 1936 — Золотой приз, Франция